# کمربند زنگار

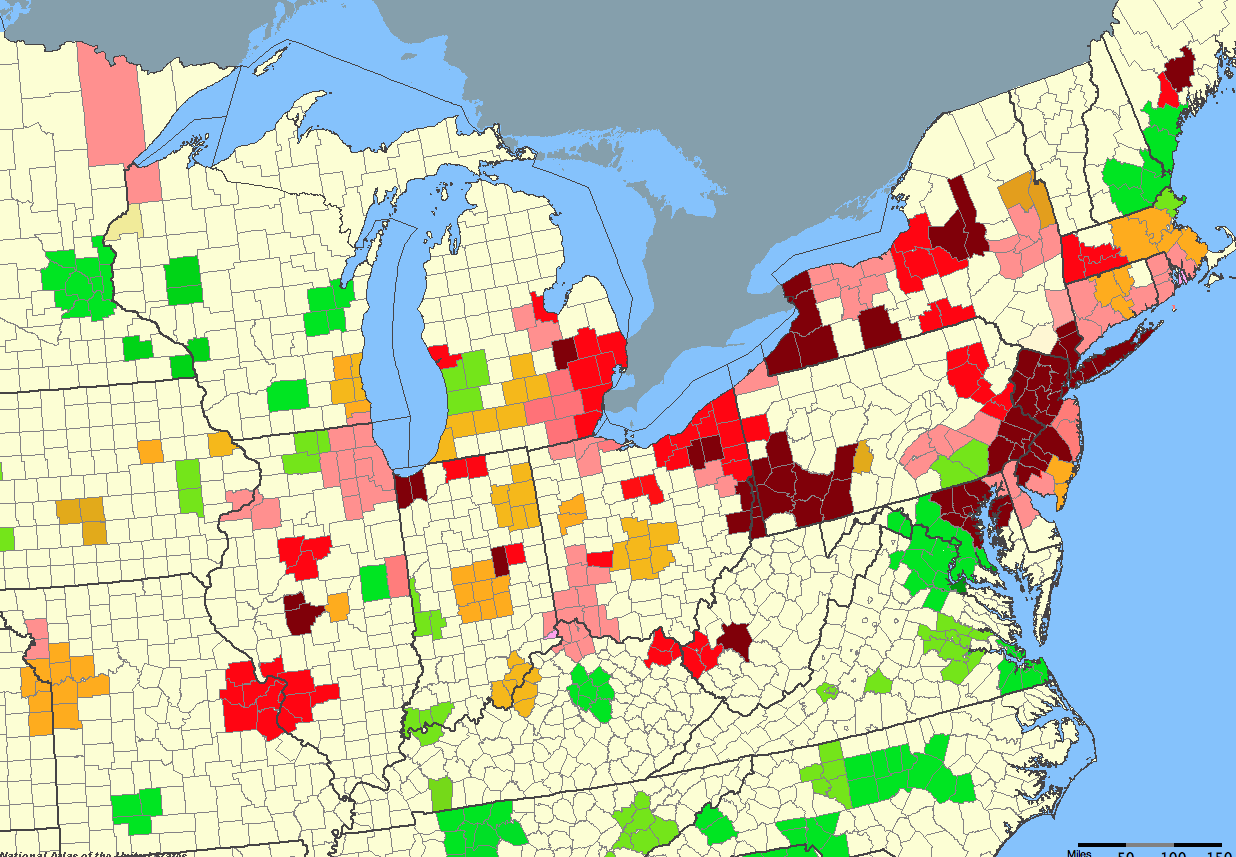
تغییر در کل شغل‌های تولیدی در مناطق کلانشهری، ۱۹۵۴ - ۲۰۰۲م
(ارقام برای ناحیهٔ نیو انگلند از سال ۱۹۵۸م)
سه منطقهٔ کلانشهری بیش از چهار پنجم نیروی کار تولیدی خود را از دست دادند: استوبنویل، اوهایو; جانزتاون، پنسیلوانیا، و آگوستا، مین.

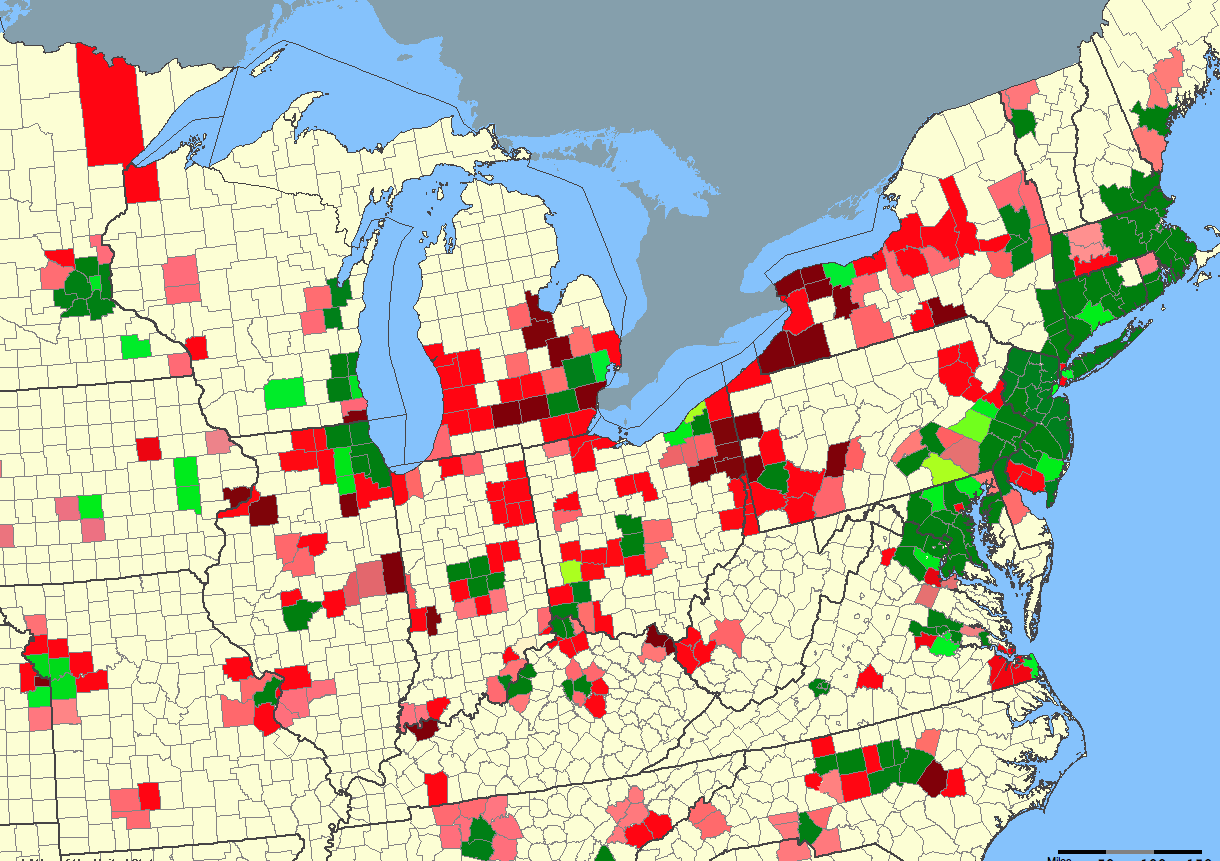
تغییر در درآمد سرانه فردی در کلانشهرها، ۱۹۸۰–۲۰۰۲, به نسبت میانگین کلانشهرهای آمریکا.

کمربند زنگار لفظی‌ست برای منطقه‌ای که بخش بالایی شمال شرق ایالات متحده آمریکا، دریاچه‌های بزرگ، و ایالت‌های غرب میانه آمریکا را پوشش می‌دهد، و به افول اقتصادی، از دست دادن جمعیت و زوال شهرها به دلیل کوچک شدن بخش صنعتی آن که زمانی قوی بود، اشاره دارد.
کمربند زنگار از ایالت نیویورک آغاز می‌شود و از پنسیلوانیا، ویرجینیای غربی، اوهایو، ایندیانا، و شبه جزیرهٔ پایین میشیگان، عبور کرده در شمال ایلینوی و شرق ویسکانسین خاتمه می‌یابد. این منطقه سابقاً قلب صنعتی آمریکا بود. در میانهٔ سده بیستم به دلایل متعدد از قبیل انتقال تولید به غرب آمریکا، افزایش اتوماسیون و افول صنایع فولاد و زغال‌سنگ آمریکا، جهانی شدن، و بین‌المللی شدن صنعت، رو به افول نهاد.